# حسان حطاب
حسان حطاب (14 يناير 1967) أحد مؤسسي الجماعة السلفية للدعوة والقتال وأميرها من 1999 إلى 2003. كنيته أبو حمزة.

## نشأته
وُلد في حي بن زرفة ببلدية برج الكيفان شرق الجزائر العاصمة ونشأ في ظروف اجتماعية تتميز بالفقر والعوز. وبعد أن فشل في تخطي عقبة شهادة البكالوريا، التحق بصفوف الخدمة العسكرية كمجند في الجيش. وخلال فترة خدمته العسكرية، تعرف على عمار صايفي في ثكنة عسكرية بسكيكدة (500 كلم شرق العاصمة).
كان أحد أنصار الجبهة الإسلامية للإنقاذ ومن أشدهم انبهارا بالرجل الثاني فيها علي بلحاج.

## إنخراطه في العمل المسلح
بعد توقيف المسار الانتخابي في يناير / كانون الثاني 1992، اثر تدخل الجيش، قرر حطاب حمل السلاح والانخراط في صفوف «حركة الدولة الإسلامية» التي اسسها سعيد مخلوفي. وخلال هذه الفترة، التحق أربعة من أشقائه بالعمل المسلح أيضا وكلهم قتلوا بين عامي 1993 و1995،
وفي عام 1994، أصبح حسان حطاب عضوا في «الجماعة الإسلامية المسلحة» بفضل توحد غالبية الفصائل المسلحة التي تشكلت بعد إلغاء انتخابات عام 1991، تحت راية الجماعة الإسلامية بقيادة الشريف قوسمي، الذي كلفه بقيادة مجموعة مسلحة تدعى «كتيبة الفتح»، ثم ترأس «كتيبة جُند الاعتصام»، ثم عُين قائدا لـ «المنطقة الثانية» التي تقع شرق العاصمة.
بعد مقتل قوسمي على أيدي قوات الأمن، تولى جمال زيتوني المدعو أبو عبد الرحمن أمين قيادة «الجماعة الإسلامية المسلحة»، وساءت العلاقة بين حطاب وزيتوني بسبب خلافهما حيال أسلوب العمل المسلح. وحدث الطلاق بين حطاب والجماعة الإسلامية في فترة قيادة عنتر زوابري عام 1996، بعد أن تفاقم الوضع عندما حاول الثاني استدراج الأول لقتله في كمين.
إنشق حطاب عن الجماعة المسلحة عام 1996 إثر مقتل قائدها العام آنذاك جمال زيتوني المدعو أبو عبد الرحمن أمين، وغادرها بصفة نهائية في 14 سبتمبر (أيلول) 1998 عندما اسس «الجماعة السلفية للدعوة والقتال» مع مجموعة ممن أخذوا على الجماعة الإسلامية استهدافها المفرط للمدنيين.
وقد عٌين حطاب اميرا مؤقتا على الجماعة السلفية حتى أبريل (نيسان) 1999، تاريخ تولي عبد المجيد ديشو المدعو أبو مصعب قيادة التنظيم المسلح. وبعد مقتل أبو مصعب في أغسطس (آب) من نفس السنة، اعتلى حسان حطاب هرم القيادة وظل يتزعمها إلى غاية صيف 2003.
ويذكر حطاب أن الدافع الرئيسي الذي جعله يترك الجماعة الإسلامية ويؤسس «الجماعة السلفية للدعوة والقتال»، هو انحراف زوابري عن «الجهاد الشرعي»، من خلال استهداف المدنيين العزل، وكل الذين التحقوا به في التنظيم الجديد يتداولون نفس التبرير. وكان التأسيس الرسمي لـ «الجماعة السلفية» في 14 سبتمبر (ايلول) 1998، وكانت عناصر بارزة مرشحة لقيادتها مثل عبد العزيز عبي (المدعو عكاشة البارا) الذي قتل عام 2004، وعماري صايفي (المدعو عبد الرزاق البارا) المعتقل حالياً لدى أجهزة الأمن.
ووقع إجماع بين أفراد التنظيم الذي كان يضم 1300 مسلح، على تولي حطاب القيادة التي استمر فيها إلى غاية اعلان «استقالته» عام 2003. وإثرها اختار «مجلس الأعيان» بالجماعة، نبيل صحراوي المدعو مصطفى أبو إبراهيم قائدا جديدا. وبعد مقتل هذا الأخير عام 2004، عين أبو مصعب عبد الودود زعيما جديدا للجماعة.
وتقول بيانات الجماعة السلفية، ان أبو حمزة استقال بمحض ارادته، بينما تذكر مصادر أمنية أنه تمت تنحيته عن طريق «انقلاب أبيض» من طرف رفاقه، الذين عينوا مكانه نبيل صحراوي المدعو مصطفى أبو إبراهيم.
في يوم 22 سبتمبر 2007 سلم حسان حطاب نفسه لمصالح الأمن في حي حسين داي بالجزائر العاصمة.